# 사흘러워르크 저우데
사흘러워르크 저우데(암하라어: ሣህለ ወርቅ ዘውዴ, 영어: Sahle-Work Zewde, 문화어: 사흘레워르크 제우데,  1950년 2월 21일 ~ )는 에티오피아의 정치인이다. 에티오피아 여성으로는 최초로, 2018년부터 2024년까지 에티오피아의 대통령을 역임하였다.
2020년 미국의 출판사 포브스에서 선정한〈세계에서 가장 영향력 있는 여성 100인〉에 선정되었다.
2024년 10월 7일, 임기를 마치고 대통령직에서 퇴임하였다.

## 역대 선거 결과
| 선거명      | 직책명              | 대수 | 정당   | 득표율  | 득표수 | 결과 | 당락 |
| ----------- | ------------------- | ---- | ------ | ------- | ------ | ---- | ---- |
| 2018년 선거 | 에티오피아의 대통령 | 5대  | 무소속 | 100.00% | 659표  | 1위  |      |

## 같이 보기
- 에티오피아의 대통령